# Le Mendiant et le Diamant
Le Mendiant et le Diamant (titre original : The Beggar and the Diamond) est une nouvelle de Stephen King publiée dans le recueil Rêves et Cauchemars en 1993.

## Résumé
L'archange Uriel déplore devant Dieu le sort de Ramu, un vieux mendiant qui mène une vie misérable. Dieu dépose alors un énorme diamant sur la route de Ramu. Le bâton de ce dernier se brise, et Ramu se plaint de sa malchance avant de se dire que sa vie pourrait être pire, s'il était aveugle par exemple. Pour s'en convaincre, il marche les yeux fermés pendant un moment et passe ainsi à côté du diamant sans le voir. Dieu reprend le diamant et pose un peu plus loin une branche de bois de fer, qui servira de bâton à Ramu jusqu'à la fin de sa vie. Uriel demande à Dieu si celui-ci lui a donné une leçon, et Dieu lui répond qu'il ne sait pas.

## Genèse
Cette nouvelle est inspirée d'une parabole sur les petits bonheurs quotidiens que l'on ignore qui a été contée à Stephen King par un ami indien. Pour les besoins de son histoire, King a remplacé les personnages de Shiva et son épouse Parvati par Dieu et l'archange Uriel.